# 2Faces
Cet article concerne rappeur québécois. Pour l'album de Patrick Bruel, voir De face.
2Faces, de son vrai nom Francis Belleau, né le 16 juin 1979 à Saint-Romuald au Québec, est un rappeur, parolier, compositeur et producteur canadien.

## Biographie
Pionnier de la scène hip-hop québécoise, Belleau appartient au milieu du hip-hop local depuis la fin des années 1990. Après le succès de son premier groupe, La Constellation, dont le premier album parait en 1998, Belleau présente son premier album solo, Appelle ça comme tu veux, publié à Montréal en 1999 sous le nom de 2Faces Le Gémeaux. Dans cet album, le single Tu vois le genre ? est le morceau le plus remarquable. L’album contient également une collaboration marquante dans la pièce Interurbain, avec Rainmen et Muzion. Des producteurs du Canada (Scam de Toronto, Kemo de Vancouver et Vaine de Montréal) participent au projet. Depuis, le chanteur est copropriétaire d'un label, Explicit Productions.
En 2000, la compilation Berceau de l’Amérique est lancée sur ce label. 2Faces assure les productions pour Muzion, Onze, Canox, et d'autres. De nouveaux artistes, comme King et Taktika, y participent,. En 2001, le collectif 83, avec 2Faces en tête, voit le jour. Il réunit également Canox, Onze et les membres de Taktika. Ce collectif émet continuellement sur Musique Plus pendant trois ans, au cours desquelles ils réalisent de nombreux vidéo-clips dont J’fais c’que j’peux. À l’ADISQ, en 2002, le collectif 83 monte sur scène sans invitation pour passer signaler son mécontentement face au sort réservé au rap dans l’industrie, ce qui suscite les applaudissements du public. Cet événement est largement relayé dans les médias.
2Faces recommence ensuite sa carrière en solo à travers Game Over, album paru le 14 octobre 2003. Quoi qu'il assure la majorité de la production, 2Faces s'entoure de quelques beatmakers supplémentaires. Il signe également la réalisation du disque et Daniel Ste-Marie (Rainmen, 83, Dubmatique) obtient quant à lui le crédit pour le mixage. Cette œuvre solo traite des thématiques plus personnelles, et on y trouve notamment la pièce Rien que la vérité.
Après plusieurs années d'absence, 2Faces publie un nouvel album intitulé Moi, 2Faces et Dirty le 23 janvier 2007. Puis en novembre 2009, Explicit Productions lance un album du collectif 83 pour célébrer les 10 ans d’existence du label. Cet album contient deux CD dont une anthologie des plus grands succès du groupe et 6 nouvelles chansons.
Vers la fin 2010, 2Faces publie un nouvel album, 'Auto-reverse', contenant plusieurs collaboration, notamment avec un membre du groupe Onyx, Sticky Fingaz.

## Discographie

### Albums studio
- 1999 : Appelle-ça comme tu veux (2faces le gémeaux)
- 2003 : Game Over
- 2007 : Moi, 2Faces et dirty
- 2010 : Autoreverse
- 2021  : Autoreverse / Face 2

### Albums collaboratifs
- 1998 : La Constellation - Dualité
- Taktika - Mon mic, mon forty et mon blunt

### Compilations
- 1999 : Various - Berceau de l'Amérique vol.1

### Apparitions
- 83 - Hip-hop 101
- 83 - La Suite logique
- 83 - Hip-hop 102
- 83 - Dernier chapitre
- Canox - The time has come…
- Taktika - Le cœur et la raison
- 83 - Hip hop 102
- Pagaïl - Testament
- Pagaïl - C'est pour les miens
- 83 - Récidivistes